# Mount Eagle
Mount Eagle es un lugar designado por el censo ubicado en el condado de Centre en el estado estadounidense de Pensilvania. En el Censo de 2010 tenía una población de 103 habitantes y una densidad poblacional de 256,01 personas por km².

## Geografía
Mount Eagle se encuentra ubicado en las coordenadas 40°58′48″N 77°42′21″O / 40.98000, -77.70583. Según la Oficina del Censo de los Estados Unidos, Mount Eagle tiene una superficie total de 0.65 km², de la cual 0.65 km² corresponden a tierra firme y (0%) 0 km² es agua.

## Demografía
Según el censo de 2010, había 103 personas residiendo en Mount Eagle. La densidad de población era de 256,01 hab./km². De los 103 habitantes, Mount Eagle estaba compuesto por el 99.03% blancos, el 0% eran afroamericanos, el 0.97% eran amerindios, el 0% eran asiáticos, el 0% eran isleños del Pacífico, el 0% eran de otras razas y el 0% pertenecían a dos o más razas. Del total de la población el 0% eran hispanos o latinos de cualquier raza.